# Pierre Macq
Pierre Macq (Ganshoren, 8 juli 1930 – 17 september 2013) was een Belgisch natuurkundige. Hij was van 1986 tot 1995 rector van de Université catholique de Louvain (UCL).
Doctor in de fysica (nucleaire wetenschappen), verwierf hij zijn doctoraat onder de leiding van Guy Tavernier. Zijn wetenschappelijke carrière volbracht hij aan de Universiteit van Californië in Berkeley, in Saclay (Frankrijk), bij de CERN in Genève en bij de Cyclotron van de UCL in Louvain-la-Neuve. Van deze Cyclotron coördineerde hij de oprichting op het einde van de jaren negentien zestig.
Hij volgde zijn leermeester professor Marc de Hemptinne op in de faculteit wetenschappen, waar hij decaan werd. Hij was de eerste leek die in 1986 rector werd van de UCL, in opvolging van Edouard Massaux.
Onder de verschillende wetenschappelijke erkenningen die hij verkreeg, ontving hij in 1973 de Francquiprijs voor exacte wetenschappen, voor zijn onderzoek in de experimentele kernfysica.
In 1991 richtte hij de Hoover Chair op, aan de Faculteit voor Economische en Sociale en Politieke wetenschappen van de UCL.
Na zijn emeritaat ging hij een jaar fysica doceren in Madagaskar.